# Giorgio Bracardi

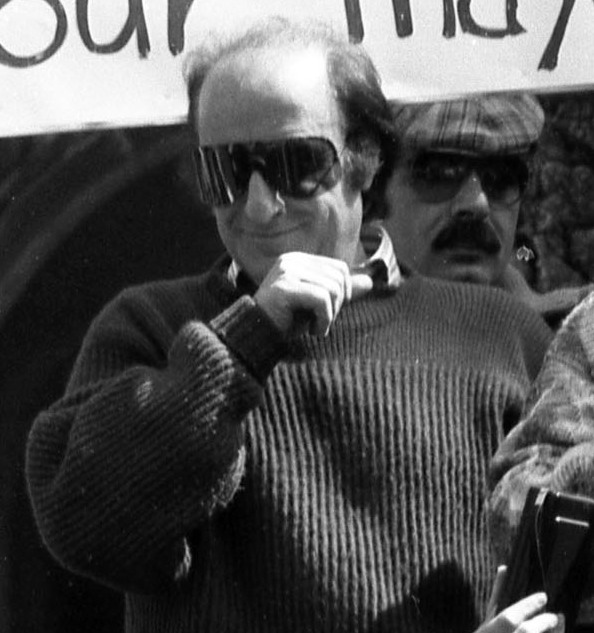
Giorgio Bracardi bei einer Kundgebung gegen Fast Food auf der Piazza di Spagna im Jahr 1986

Giorgio Bracardi (* 3. Mai 1935 in Rom) ist ein italienischer Schauspieler und Synchronsprecher.

## Leben
Bracardi begann als Begleitpianist vieler bekannter Sänger und versuchte sich als Entertainer. Ab 1970 arbeitete er wie sein Bruder Franco an der von Renzo Arbore und Giorgio Boncompagni geleiteten Radiosendung „Alto Gradimento“, in der er zahlreichen grotesken Figuren seine Stimme lieh und die ihn landesweit bekannt machte. Dies führte zu zahlreichen Fernsehauftritten (wie in Arbores Format Quelli della notte 1985 oder zehn Jahre später in der Satiresendung Striscia la notizia) und zu gelegentlichen Filmangeboten bis zu Beginn der 1990er Jahre, die auch verschiedene Hauptrollen boten. Seine für die Hörfunksendung geschaffene Figur des Militärs Buttiglione wurde in einer Filmreihe mit Jacques Dufilho als Protagonisten verwendet.
Bracardi komponierte, wie sein Bruder, auch zahlreiche Lieder. Auch als Synchronsprecher ist er gefragt.

## Filmografie (Auswahl)
- 1975: La portiera nuda
- 1978: Oben ohne, unten Jeans (Avere vent'anni)
- 1981: Carabinieri… ab in die Polizeischule (I carabbinieri)
- 1982: Banana Joe
- 1982: Vollgas (I camionisti)
- 1991: I tre moschettieri (Fernsehfilm)